# جيمي دوهرتي
جيمي دوهرتي (بالإنجليزية: Jimmy Doherty)‏ هو فلاح ومقدم تلفزيوني بريطاني، ولد في 24 مايو 1975 في إسكس في المملكة المتحدة.

## وصلات خارجية
- جيمي دوهرتي على موقع IMDb (الإنجليزية)
- جيمي دوهرتي على موقع قاعدة بيانات الفيلم (الإنجليزية)